# Гилюйская ГЭС
Гилюйская гидроэлектростанция — проект ГЭС на реке Гилюй, притоке Зеи, в Амурской области, крупнейшей реке, впадающей в Зейское водохранилище. Предполагаемая мощность — 462 МВт, годовая выработка — 1,15 млрд. кВт*ч. По проекту, должна создать водохранилище полезной емкостью 3.3 км³, что облегчит работу Зейского водохранилища, повысив его противопаводковые свойства.
Был разработан проект этой станции, но работы по возведению не начинались, и в настоящее время не планируются.